# Papirus Vindobonensis Graecus 39777
Papirus Vindobonensis Graecus 39777 oznaczany jako SymP.Vindob.G.39777 – fragment greckiego rękopisu Księgi Psalmów w przekładzie Symmachusa. Został spisany na papirusie w formie zwoju. Papirus ten zawiera fragmenty Psalmu 69 i 81 (według numeracji Septuaginty jest to Psalm 68 i 80).
P.Vindob.G.39777 jest datowany na III lub IV wiek n.e. Został on opublikowany przez Dr Karla Wesselya w jego pracy Studien zur Palaeographie und Papyruskunde, Vol. XI., Leipzig, 1911, str. 171. Papirus ten zawiera tetragram pisany pismem paleohebrajskim w następujących miejscach: Ps 69,13.30.31. Przekład Symmachusa wchodził w skład Hexapli oraz Tetrapli, prac zawierających przekłady Biblii hebrajskiej na język grecki, których autorem był Orygenes. Według Bruce'a M. Metzgera greckie tłumaczenie Biblii hebrajskiej przygotowane przez Symmachusa obrało odmienną metodę niż przekład Akwili, gdyż jego zamierzeniem była nie dosłowność ale elegancki przekaz tekstu hebrajskiego w języku greckim. Do naszych czasów zachowała się jedynie Hexapla i to tylko we fragmentach.
Rękopis Vindobonensis Graecus 39777 jest przechowywany w Österreichische Nationalbibliothek w Wiedniu (P.Vindob.G.39777).